# Автомобильная промышленность США

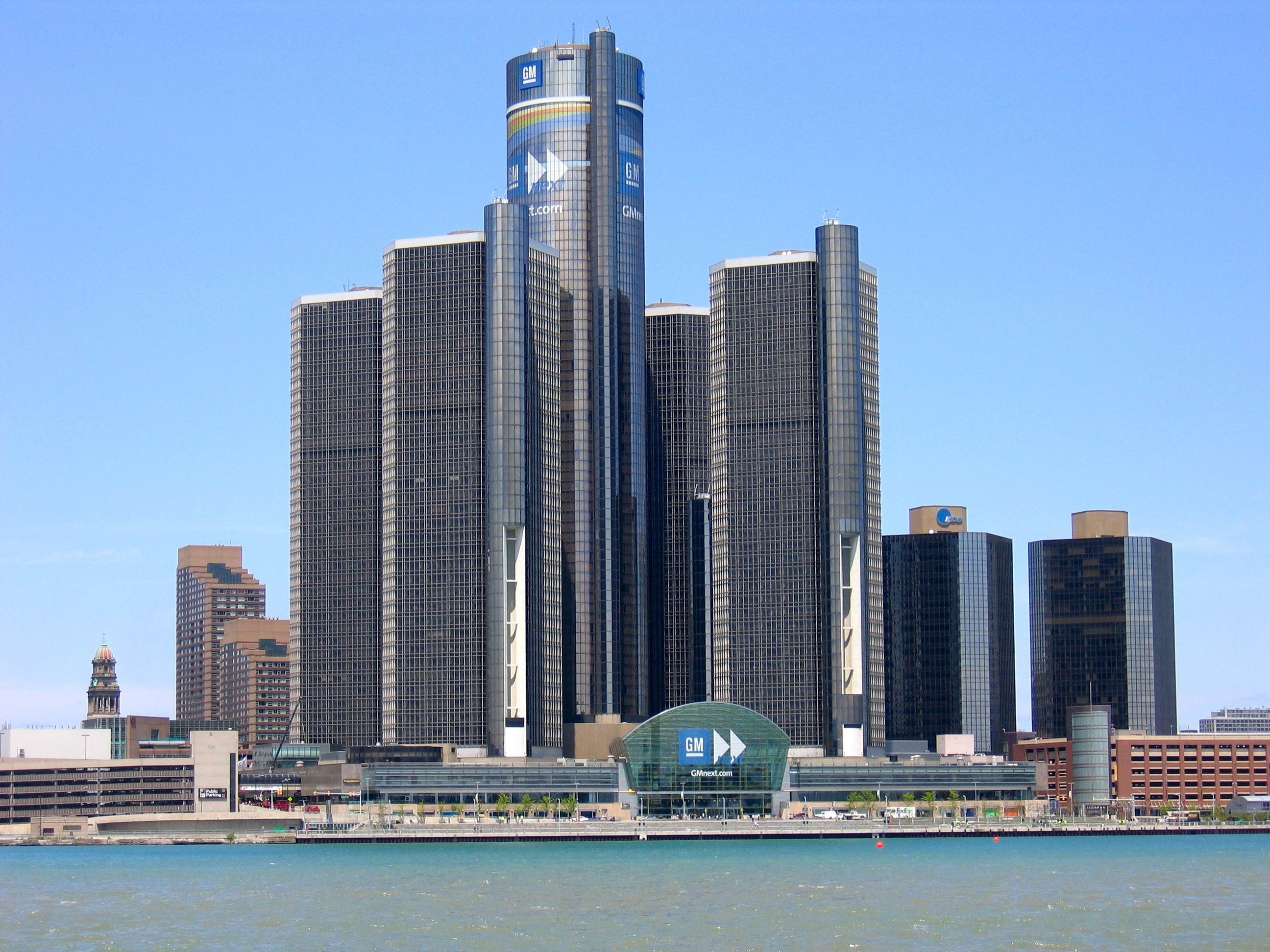
Штаб-квартира General Motors.

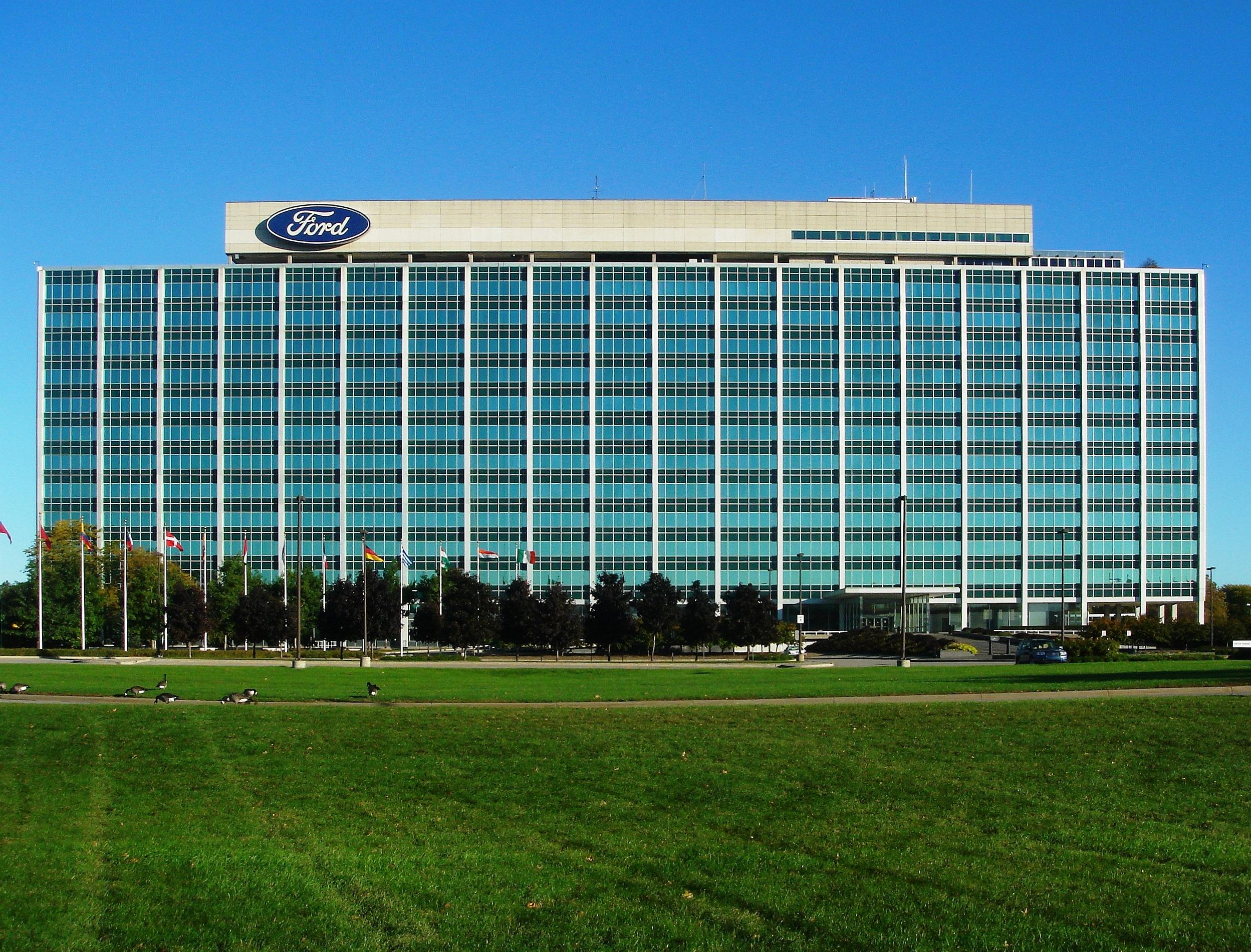
Штаб-квартира Ford.

Автомобильная промышленность США одна из ведущих отраслей национальной промышленности.
Она зародилась в 1890-е годы и уже в середине 1900-х американский автопром стал крупнейшим в мире по объёму производства (и соответственно, внутреннего рынка). Он удерживал лидерство до 1981 г., когда Япония временно обогнала США по объёму производства автомобилей. И только в 2009 году автомобильная промышленность КНР окончательно превзошла Соединённые Штаты по данному показателю.
В настоящее время США занимают второе место среди крупнейших производителей в мире по объёму с 8-10 млн автомобилей ежегодно, большую часть из которых составляют уже не легковые, а т. н. trucks (внедорожники, минивэны и пикапы).
В автопроме США доминирует т. н. Большая детройтская тройка — три крупнейшие американские автомобилестроительные компании, базирующиеся в городе Детройт (штат Мичиган), либо в непосредственной близости от него — General Motors, Ford Motor Company и Stellantis (из американских брендов в него входят Chrysler, Jeep, Dodge, RAM и другие).

## История

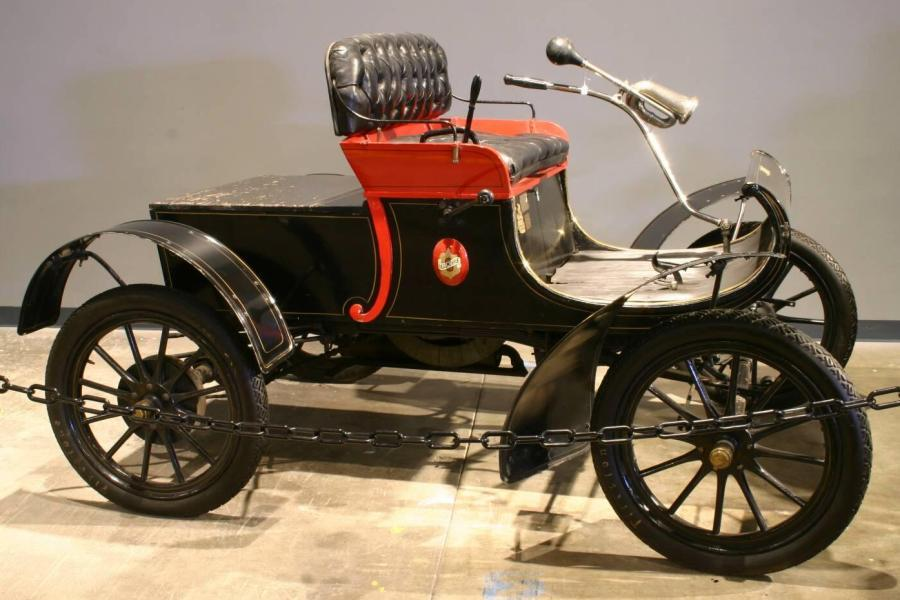
Ford Model A (1903—1904).

Автомобильная отрасль в США зародилась в 1890-х (Генри Форд) и начала бурно развиваться в 1900 годах, когда появились сотни различных производителей, причём заметное распространение получили производители электромобилей и паровых автомобилей, но победили автомобили с ДВС, оснащённым электростартером (с 1912 г.).
Массовое конвейерное производство автомобилей в 1910-х смогли освоить лишь немногие фирмы (первой из них Ford Motor с моделью Ford T в 1913 г.), что привело к вытеснению гужевого транспорта как из городов (избавило их от конского навоза), так и в сельской местности (замена лошадей автомобилями и тракторами высвободила от 1/6 до 1/4 сельскохозяйственных земель США, использовавшихся для выращивания конских кормов). Уже в 1919 г. регистрации легковых автомобилей составили 6,6 млн, а грузовиков — 0,9 млн.
В 1908 году США опередили Францию по производству автомобилей, а к концу Первой мировой войны прочно заняли лидирующее положение в этой отрасли.
В результате жестокой конкуренции к концу 1920-х годов монопольное положение на рынке захватили и удержали лишь три наиболее крупных концерна: General Motors, Ford Motor и Chrysler Corporation, составившие т. н. Большую детройтскую тройку, которая успешно пережила Великую депрессию, когда с 1929-го по 1932 г. выпуск автомобилей в Америке упал с 4,5 млн до 1,7 млн. Также выжили и несколько мелких фирм, включая: Packard, Hudson, Nash, Studebaker, Willys-Overland, Graham-Paige, American Austin (Bantam) и др. В 1932 г. Ford приступил к массовому производству карбюраторных двигателей типа V8. Концерн Ford Motor в 1930—1934 гг. участвовал в создании Горьковского автомобильного завода. Советский автозавод ЗИС в 1930—1933 гг. также реконструировался при участии фирмы Autocar. Американский рынок роскошных автомобилей в эти годы формировала элита американского автомобилестроения, так называемые «три П» — Packard, Pierce-Arrow и Peerless. Также почти не пострадали и премиальные марки концернов General Motors (Cadillac и LaSalle) и Ford (Lincoln), даже освоившие в этот период выпуск мощных двигателей типа V12 и V16. В годы Великой депрессии выжил и ряд мелких производителей дорогих автомобилей, но большинство из них — Auburn, Cord, Duesenberg, Pierce-Arrow, Peerless, Franklin, Marmon, Ruxton, Stearns-Knight и Stutz — на протяжении 1930-х были вынуждены свернуть производство легковых автомобилей.
Вторая мировая война, принесла американскому автопрому (как и всей американской промышленности) огромные доходы, в том числе и благодаря переводу промышленности на военные рельсы, когда автомобильные компании выпускали кроме военных автомобилей (наиболее известные из них: Willys MB, Dodge WC-51, GMC CCKW, Studebaker US6); танки — M3 Lee, M4 Shermann и проч.; бронетранспортёры M2 и M3; амфибии Ford GPA и DUKW-353 и др.; самолёты Consolidated B-24 Liberator, Grumman TBF Avenger; торпедные катера; авиационные и танковые моторы и прочее вооружение.
В феврале 1942 года был введён запрет на выпуск легковых автомобилей (выпускались лишь джипы и отдельные партии седанов для нужд тыловых служб и штабов), который был отменён в августе 1945 года, что создало огромный дефицит на рынке (зарплаты и сбережения граждан в американских $ не обесценились как в других странах).
После войны, в период 1945—1949 гг., новые автомобили из-за дефицита продавались лишь за наличные и, как правило, с большой переплатой. Поэтому Большая тройка продолжила успешное развитие и произвела около трёх четвертей всех автомобилей в мире к 1950 году (8 005 859 из 10 577 426). Однако в 1948 г. такой инновационный проект как Tucker потерпел крах. Подъём рынка продолжался до 1952 г., но потом последовал новый спад, завершившийся в 1955 г. с переходом Большой тройки и прочих производителей на стиль «детройтское барокко». В результате прочие мелкие автофирмы в середине — второй половине 1950-х попарно слились в три компании: American Motors, Kaiser-Willys и Studebaker-Packard. Последняя обанкротилась в 1962 г., а в 1970 году фирма Kaiser-Jeep была приобретена компанией American Motors, которую в свою очередь в 1987 году поглотил Chrysler.
С конца 1950-х на американском рынке заметную конкуренцию в сегменте субкомпактных машин составила западногерманская фирма Volkswagen с моделью Beetle. В ответ был разработан ряд компактных моделей: классические Rambler и Ford Falcon и заднемоторный Chevrolet Corvair. Последняя модель оказалась столь опасной, что послужила причиной широкой общественной критики (книга «Опасен на любой скорости»), что привело к выходу законов о безопасности автомобилей (в том числе и экологической).
В 1960-х окрепла мода на сравнительно недорогие спортивные автомобили типа Pony Car, самым известным из которых стал Ford Mustang, запущенный в серию в 1964 г. вице-президентом компании Ford Motor Ли Якоккой. С конца 1960-х расширились продажи японских марок Toyota, Datsun, Mazda, Mitsubishi. Как показали позднейшие исследования гарвардского профессора Абернати, причиной вытеснения с рынка американских моделей стал идеологический застой в рядах менеджмента ведущих компаний.
Канадско-американский автомобильный договор (1965)

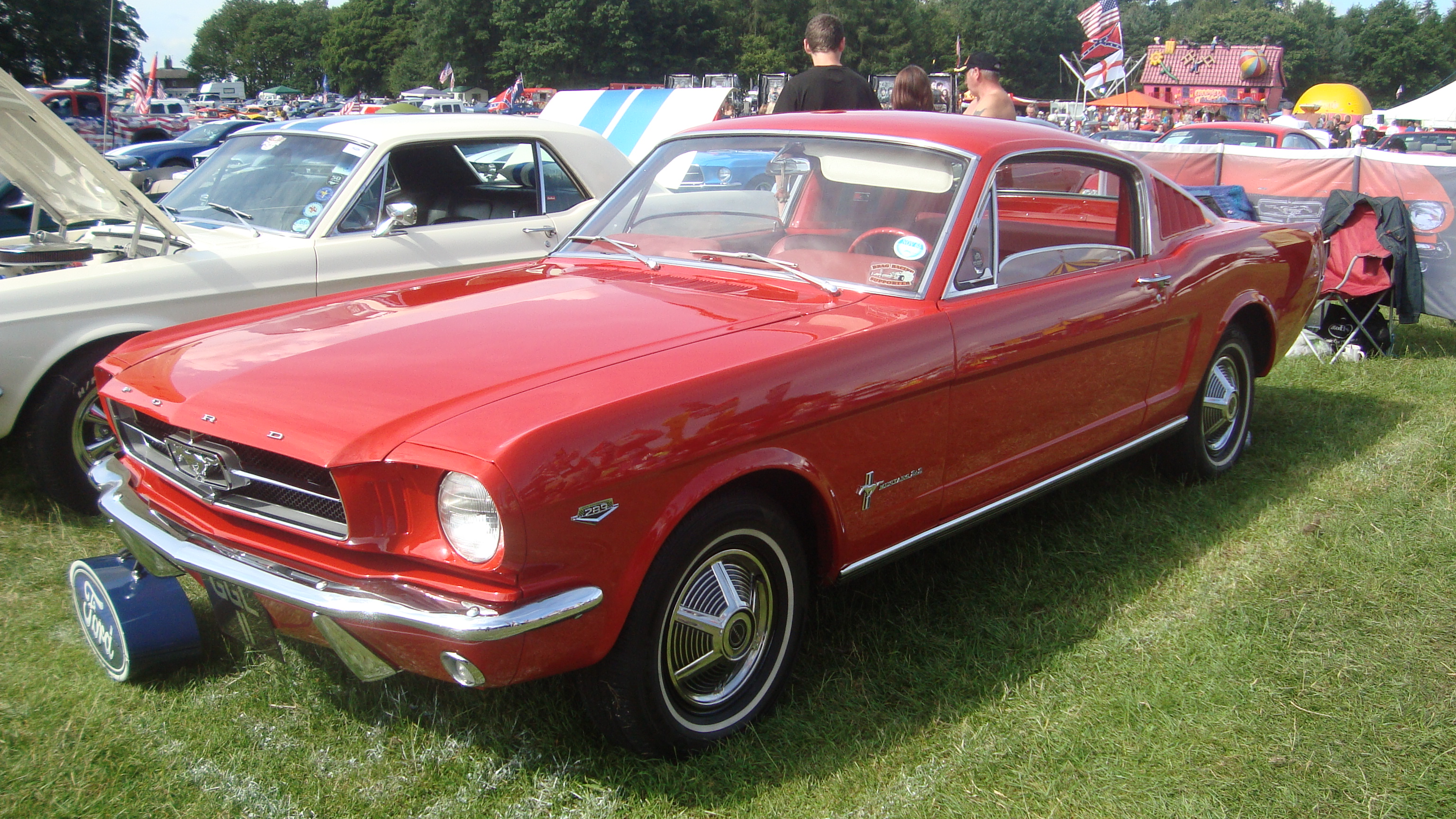
Ford Mustang (1964—1973).

Первым серьёзным ударом по Большой тройке стал Нефтяной кризис 1973 года, который вызвал 4-кратный рост цен на нефть, что привело к политике сокращения размеров кузовов и ограничению мощности многолитровых двигателей американских легковых автомобилей, а второй нефтяной кризис 1979—80 гг. из-за Ирано-иракской войны привёл к резкому взлёту цен на топливо и введению корпоративных норм ограничения расхода топлива (CAFE), а также к значительному усилению конкуренции на американском рынке со стороны иностранных производителей компактных и экономичных автомобилей. Это заставило Большую тройку перевести основную часть своих модельных линеек на передний привод и начать внедрение систем впрыска топлива, совпавшее с ужесточением экологического контроля и широким применением систем каталитических нейтрализаторов.
В середине 1980-х также появился и быстро стал очень популярным (до 3,6 млн в год в 1990-х) новый класс экономичных семейных минивэнов, начиная с проекта Chrysler T115 1983 года, также инициированного Ли Якоккой. В начале 1980-х японские производители Honda, Toyota и Suzuki организовали в США сборочные филиалы, а отставшая во внедрении современных технологий Большая тройка начала создавать с ними совместные предприятия, например, NUMMI — СП GM и Toyota в Калифорнии. Ряд производителей грузовиков Autocar, Freightliner, Mack, Navistar потеряли самостоятельность, фактически став филиалами европейских компаний Volvo Trucks, Renault Trucks, Mercedes-Benz. Избавилась от производства тяжелых грузовиков 8-класса (свыше 15 тонн полной массы) и Большая тройка.
В 1990-х престижными стали т.н. «light trucks», к которым кроме пикапов, также отнесли SUV и минивэны, которые в 2000-х серьёзно потеснили легковые модели (Cars). Также с конца 1990-х в США начались продажи гибридных легковых автомобилей Honda Insight и Honda Civic Hybrid, Toyota Prius и Toyota Camry Hybrid.
В 2000-х в автомобилестроении получили значительное развитие различные электронные системы повышения безопасности, экономичности и комфорта.
К 2008 году отрасль оказалась в кризисе (см. Кризис в мировом автопроме). В результате, General Motors и Chrysler даже были объявлены банкротами, но благодаря государственным займам и реструктуризации (а в случае «Крайслера» и очередной продаже иностранному владельцу — Fiat) смогли выжить и снова начать развиваться.

### В 2010-х

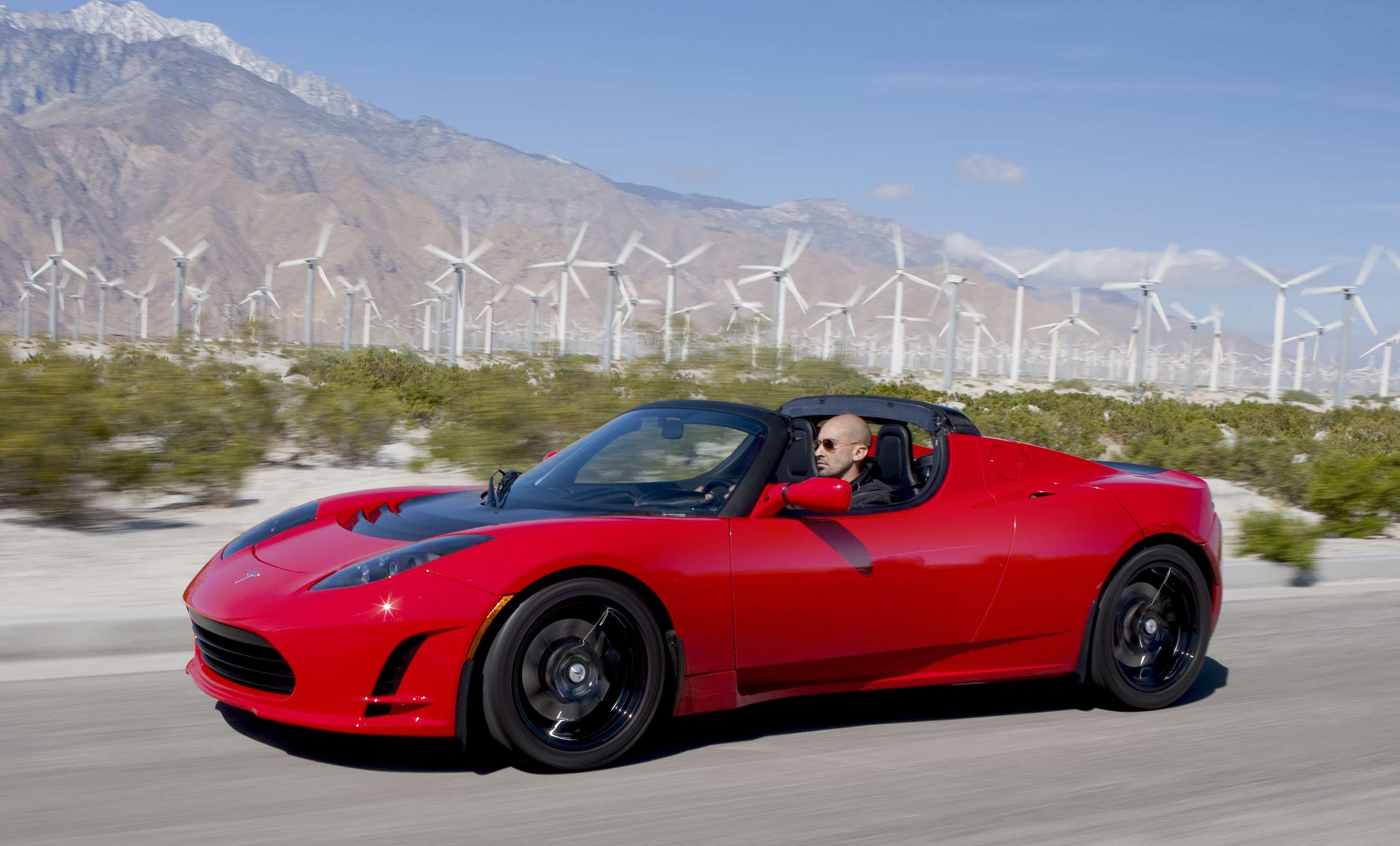
Tesla Roadster

Начиная с 2010 года Ford и особенно GM и Stellantis ликвидировали целый ряд производств, причем не только в США, но и в Канаде и Европе. 
Принятые меры оптимизации позволили не только избежать банкротств (а ситуация в 2013–2014 гг была к этому очень близка), но и к началу 2020-х выйти на стабильные показатели прибыли. 
В 2010-х на восстановившемся американском рынке появились серийные электромобили, например, заметного прогресса добилась фирма Tesla  (так в 2017 году капитализация компании Tesla Inc. выросла на 46 % и составила 52,3 млрд долл., опередив капитализацию концерна Ford Motor и уступая только концерну GM, при том что физические продажи электромобилей Tesla на американском рынке составили лишь 55,12 тыс. (+13,1 %) (мировые поставки электромобилей Tesla в 2017 году составили 104 тыс., что на 33 % больше, чем в 2016 г.) против 2 млн 575,2 тыс. (-0,9 %) регистраций у Ford и 3 млн 2,2 тыс. (-1,3 %) регистраций у GM). Также успешно развиваются стартапы по производству электромобилей Rivian и Lucid.

### с 2020-х
На 2020 — 2030 гг. в американском автопроме намечается постепенный (но неуклонный) отказ от автомобилей с ДВС и замена их на электромобили (в первую очередь в штате Калифорния, который намеревается запретить продажу новых легковых и грузовых автомобилей на ископаемом топливе к 2040 году), в том числе и в беспилотном исполнении (развивается направление беспилотных автомобилей, которые  активно тестируются на дорогах с конца 2010-х).
В октябре 2021 года рыночная капитализация Tesla Inc. временно достигла 1 трлн долл., став шестой компанией, сделавшей это в истории США. В сентябре 2023 года Tesla Inc. выпустила свой 5-миллионный электромобиль.
В 2022 году компании Rivian и Lucid выпустили свои первые товарные электромобили, став наряду с Tesla самыми быстрорастущими производителями в автопроме США.
При этом сокращения производств у традиционных автопроизводителей, т.е. «Большой тройки» продолжаются: так, в феврале 2023 г. был закрыт завод в Белвидире (штат Иллинойс), большинство из 1350 его рабочих были уволены.
В сентябре 2023 в США началась самая масштабная за последние годы забастовка: на работу не вышли 13 тыс. сотрудников трех крупнейших автомобильных компаний («большой тройки»): Ford, GM и Stellantis.

## Объём производства
| Год  | Объём производства |
| ---- | ------------------ |
| 1945 | 725 215            |
| 1950 | 8 005 859          |
| 1955 | 9 204 049          |
| 1960 | 7 905 119          |
| 1965 | 11 137 830         |
| 1970 | 8 283 949          |
| 1975 | 8 986 513          |
| 1980 | 8 009 841          |
| 1985 | 11 652 743         |
| 1990 | 9 782 997          |
| 1995 | 11 985 457         |
| 2000 | 12 799 857         |
| 2005 | 11 946 653         |
| 2006 | 11 263 986         |
| 2007 | 10 780 729         |
| 2008 | 8 705 239          |
| 2009 | 5 711 823          |
| 2010 | 7 761 443          |
| 2011 | 8 653 560          |
| 2012 | 10 328 884         |
| 2013 | 11 066 432         |
| 2014 | 11 660 699         |
| 2015 | 12 100 095¹        |
| 2016 | 12 198 137¹        |
| 2017 | 11 189 985¹        |
| 2018 | 11 314 705¹        |
| 2019 | 10 880 019¹        |
| 2020 | 8 822 399¹         |
| 2021 | 9 167 214¹         |
| 2022 | 10 060 339¹        |

1 – данные OICA